# NGC 1409
NGC 1409 je galaksija u zviježđu Bik.

## Vanjske poveznice
- SEDS: NGC 1409